# Лактанцій

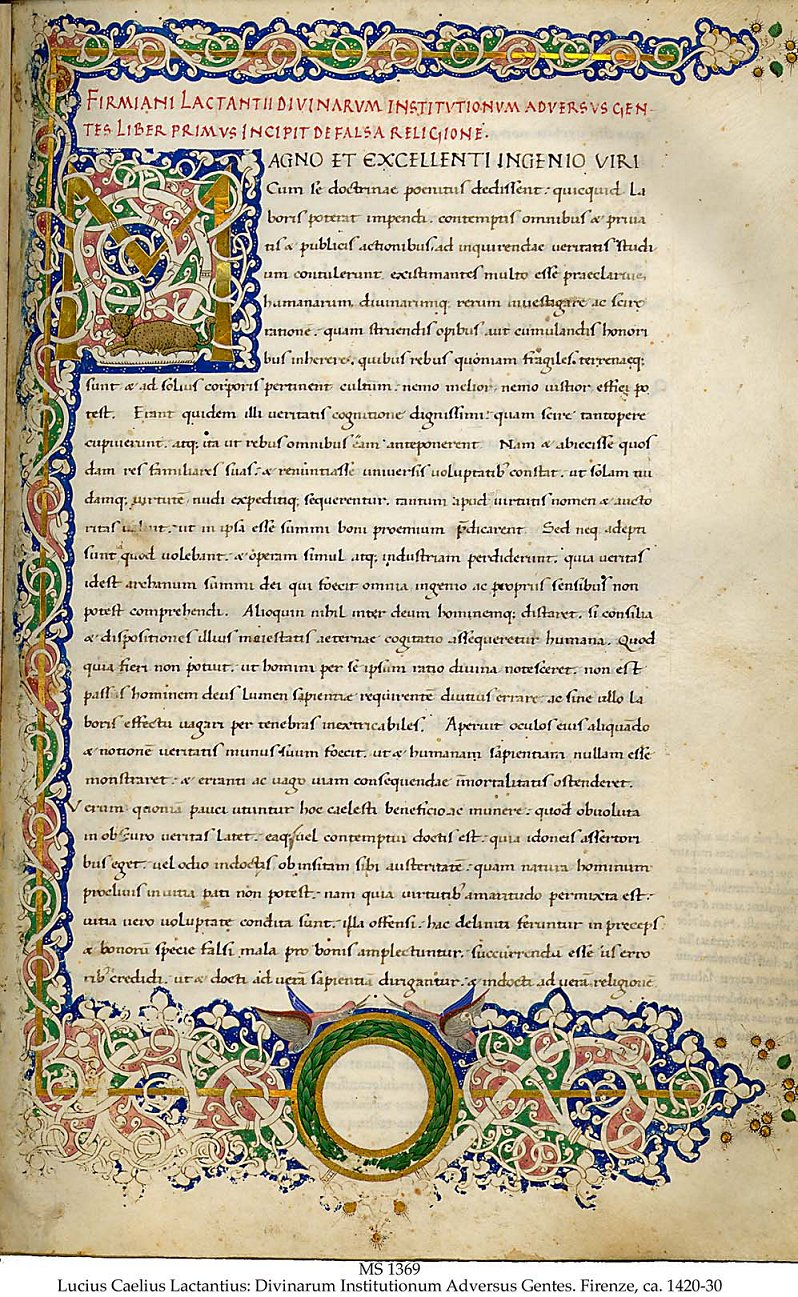
Перша сторінка з праці Лактанція «Божественні установи». Флоренція. 1420 рік

Луцій Цецилій Фірміан Лактанцій (240 — 320 роки) — визначний християнський латинський письменник.

## Життєпис
Народився у м. Цирта (Нумідія) у поганській родині. Замолоду він викладав риторику в своєму рідному місті. Згодом на запрошення римського імператора Діоклетіана, Лактанцій став офіційним професором риторики у Нікомідії — тодішній резиденції імператора. З часом Лактанцій став учнем Арнобія, у 303 році прийняв християнство. Під час перебування у Нікомідії познайомився з майбутнім імператором Костянтином I. Після видання наказу імператора Діоклетіана, спрямованого проти християн, Лактанцій подав у відставку. Після цього він вів життя мандрівного вчителя. Після приходу до влади Костянтина Великого Лактанція знову запросили на державну службу. Він у 313 році став радником імператора, допомагав йому у питаннях віри та церкви, а у 317 році — вихователем імператорського сина Криспа. З цього часу він перебував із Криспом у м.Трір. Ймовірно там й помер у 320 році.

## Творчість
Лактанцій написав низку апологетичних робіт, в яких пояснював християнство з точки зору, яка була б прийнятною для освічених людей. З цього моменту таку форма викладення матеріалу стала основною при написанні творів з релігійної тематики, захисті християнської віри проти критики поган. «Божественні установи» Лактанція є одним з перших прикладів систематичного викладу християнської думки. Після смерті він вважався єретичним, але під час доби Ренесансу з'явився новий інтерес до праць Лактанція. За його красивий й чіткий стиль Лактанція прозвали християнським Цицероном.

## Твори
- «Божественні установи». 303—311 роки.
- «Про смерть переслідувачів». тут він доводить, що усі. хто переслідував християн, усі імператори та їх поплічники загибли страшною смертю.
- «Божественні справи». 303—304 роки.
- «Про гнів Бога».